# Erythrococca
Erythrococca är ett släkte av törelväxter. Erythrococca ingår i familjen törelväxter.

## Dottertaxa tillErythrococca, i alfabetisk ordning[1]
- Erythrococca abyssinica
- Erythrococca africana
- Erythrococca angolensis
- Erythrococca anomala
- Erythrococca atrovirens
- Erythrococca berberidea
- Erythrococca bongensis
- Erythrococca chevalieri
- Erythrococca columnaris
- Erythrococca dewevrei
- Erythrococca fischeri
- Erythrococca hispida
- Erythrococca integrifolia
- Erythrococca kirkii
- Erythrococca laurentii
- Erythrococca macrophylla
- Erythrococca mannii
- Erythrococca membranacea
- Erythrococca menyharthii
- Erythrococca molleri
- Erythrococca natalensis
- Erythrococca neglecta
- Erythrococca pallidifolia
- Erythrococca parvifolia
- Erythrococca patula
- Erythrococca pauciflora
- Erythrococca pentagyna
- Erythrococca poggei
- Erythrococca poggeophyton
- Erythrococca polyandra
- Erythrococca pubescens
- Erythrococca rivularis
- Erythrococca sanjensis
- Erythrococca subspicata
- Erythrococca trichogyne
- Erythrococca tristis
- Erythrococca ulugurensis
- Erythrococca uniflora
- Erythrococca usambarica
- Erythrococca welwitschiana
- Erythrococca zambesiaca